# ولترین دو کلر
ولترین دو کلر (به انگلیسی: Voltairine de Cleyre)، زادهٔ ۱۷ نوامبر ۱۸۶۶ در لسلی میشیگان، درگذشتهٔ ۲۰ ژوئن ۱۹۱۲ در شیکاگو، شاعر و نویسندهٔ آنارشیست آمریکایی بود.
او از توماس پین، مری ولستون‌کرافت، کلارنس دارو، هنری دیوید ثورو، بیگ بیل هیوود و بعدها یوجین دبز تأثیر پذیرفت و بعدها از نزدیک با مکس نتلاو، پیتر کروپتکین، لوئیز میشل و فرناندو تاریدا دل‌مارمول آشنا شد. کسی که پس از اعدام معترضان های‌مارکت در سال ۱۸۸۷، به آنارشیسم گروید و تا پایان بدان وفادار ماند.

## زندگی‌نامه
ولترین دو کلر در کنار لوئیز میشل، اما گلدمن و لوسی پارسونز از مهمترین چهره‌های زن تاریخ آنارشیسم است. گلدمن که زندگینامهٔ دو کلر را نوشته، او را «بااستعدادترین آنارشیستی که آمریکا تا به حال پرورده است» نامید.
زندگینامهٔ ولترین دو کلر با عنوان زندگی زنی آنارشیست: ولترین دو کلر، انقلابی آمریکایی به قلم پل آوریش منتشر شده است.

## آثار
مقالات
- "آموزش سکولار" (جستجوی حقیقت، ۳ دسامبر ۱۸۸۷)
- "درام قرن نوزدهم" (پیتسبورگ، ۱۶ دسامبر ۱۸۸۸)
- "گرایش اقتصادی آزاداندیشی" (آزادی، ۱۵ فوریه ۱۸۹۰)
- "دایر دی لوم" (آزادی، ژوئن ۱۸۹۳)
- "در دفاع از اما گلدمن و حق سلب مالکیت" (نیویورک، ۱۶ دسامبر ۱۸۹۳)
- "بردگی جنسی" (فیلادلفیا، ۱۸۹۵)
- "مورد زن در مقابل ارتدکس" (محقق بوستون، ۱۸۹۶)
- "دروازه آزادی" (جامعه آزاد، ۲۴ مارس ۱۹۰۱)
- "یازدهم نوامبر ۱۸۸۷" (جامعه آزاد، ۲۴ نوامبر ۱۹۰۱)
- "یک موشک آهنی" (جامعه آزاد، ۵ ژانویه ۱۹۰۲)
- "جنایت و مکافات" (فیلادلفیا، ۵ مارس ۱۹۰۳)
- «ساخت یک آنارشیست» (ایندیپندنت، ۲۴ سپتامبر ۱۹۰۳)
- "ترور مک کینلی: از دیدگاه آنارشیست" (زمین مادر، اکتبر ۱۹۰۷)
- "آنهایی که ازدواج می‌کنند بد می‌شوند" (زمین مادر، ژانویه ۱۹۰۸)
- "چرا من یک آنارشیست هستم" (زمین مادر، مارس ۱۹۰۸)
- "نگرش کنونی ما" (زمین مادر، آوریل ۱۹۰۸)
- "آنارشیسم و سنت‌های آمریکایی" (زمین مادر، دسامبر ۱۹۰۸)
- "ایده غالب" (زمین مادر، می۱۹۱۰)
- "اصلاحات آموزشی مدرن" (نیویورک، اکتبر ۱۹۱۰)
- "فرانسیسکو فرر" (زمین مادر، ۱۹۱۱)
- "شورش مکزیک" (زمین مادر، اوت ۱۹۱۱)
- "اقدام مستقیم" (زمین مادر، ژانویه ۱۹۱۲)
- "گزارش کار لیگ دفاع مکزیک شیکاگو" (زمین مادر، آوریل ۱۹۱۲)
- "قلب آنژولیلو" (زمین مادر، ۱۹۱۲)
- مسئله زن (Herald of Revolt، سپتامبر ۱۹۱۳)

اشعار
- دفن کردن خود گذشته من (۱۸۸۵)
- طوفان (سیتی جزیره، نیوجرسی، اوت ۱۸۸۹)
- هر چه بکارید، درو خواهید کرد، (فیلادلفیا، فوریه ۱۸۹۰)
- حرامزاده متولد شده (اینترپرایز، کانزاس، ژانویه ۱۸۹۱)
- مری ولستون‌کرافت (فیلادلفیا، ۲۷ آوریل ۱۸۹۳)
- نور بر والدهیم (لندن، اکتبر ۱۸۹۷)
- نوشته شده به رنگ قرمز (به زندگان در آستانهٔ مرگ‌مان در مبارزهٔ مکزیک) (Regeneración، دسامبر ۱۹۱۱)